# Wissoko
Wissoko ist ein traditioneller mehrstimmiger Frauengesang, der in Dolen und Satowschowa, zwei Orten in der  Gemeinde Satowtscha in der Oblast Blagoewgrad in Bulgarien, ausgeübt wird.
Wissokolieder sind vorwiegend Sommerlieder, deren Texte Naturthemen wie Sonne, Tau, Gras oder Wald behandeln.
Es gibt Wissokolieder in tiefer Stimmlage (na nisko, niedrig), die mit zwei gleichmäßigen Stimmen gesungen werden. Andere haben eine hohe Stimmlage (na wissoko, hoch), wobei die beiden Gesangsstimmen immer wieder Oktavsprünge nach oben ausführen, bevor der Liedtext von der abwärts geführten Stimme rezitativ vorgetragen wird. Dabei gibt es Teile von rucane (Rufen), vikane (Schreien) und ikane (Weinen). Es gibt auch Lieder, in denen die beiden Arten vierstimmig kombiniert werden.
Früher wurde Wissoko von Gruppen bei der manuellen Feldarbeit gesungen, wobei Frage- und Antwortgesänge von Feld zu Feld üblich waren. Heute wird die beliebte Tradition von Gesangsgruppen in den beiden Dörfern fortgeführt, die in Tracht auftreten und den Gesang teilweise auch mit Reihentänzen kombinieren. So ist Wissoko ein einzigartiges Identitätsmerkmal der Gemeinden Dolen und Satowtscha.
2021 wurde Wissoko, mehrstimmiger Gesang von der UNESCO in die Repräsentative Liste des immateriellen Kulturerbes der Menschheit aufgenommen.